# Maria Luisa Spaziani
Maria Luisa Spaziani (Torino, 7 dicembre 1922 – Roma, 30 giugno 2014) è stata una poetessa, traduttrice e aforista italiana.

## Biografia

### Origini e formazione
Maria Luisa Spaziani nacque in un'agiata famiglia borghese di Torino, dove il padre era proprietario di un'azienda produttrice di macchinari per l'industria chimica e dolciaria.
Ancora studentessa, a soli diciannove anni, diresse una piccola rivista, prima chiamata «Il Girasole» e poi «Il Dado», il cui redattore capo era Guido Hess Seborga, che la fece conoscere negli ambienti letterari; ottenne e pubblicò inediti di grandi nomi nazionali come Umberto Saba, Sandro Penna, Leonardo Sinisgalli, Vasco Pratolini, e internazionali, come Virginia Woolf.
Intanto frequentava l'Università di Torino, facoltà di Lettere e Filosofia, corso di laurea in Lingue e letterature straniere moderne, laureandosi infine con una tesi su Marcel Proust, relatore il francesista Ferdinando Neri. La cultura francese e la Francia con i suoi autori in seguito sarebbero diventati una sorta di stella polare nel suo immaginario e nel suo vissuto, grazie anche a una serie di soggiorni a Parigi a partire dal 1953, anno del conseguimento di una borsa di studio.

### Carriera
Nel gennaio del 1949 conobbe Eugenio Montale durante una conferenza del poeta al teatro Carignano di Torino, e fra i due nacque, dopo un periodo d'assidua frequentazione a Milano, un sodalizio intellettuale caratterizzato anche da un'affettuosa amicizia.
Ebbe quindi inizio anche la prima stagione poetica di Maria Luisa Spaziani, che mise insieme un gruppo di liriche e le inviò alla Mondadori. Durante il soggiorno francese del 1953 scrisse nuovi testi, che vennero aggiunti all'originario disegno della raccolta. La casa editrice Mondadori rispose favorevolmente e pubblicò nel 1954 Le acque del Sabato, nella prestigiosa collana Lo Specchio.
Nel 1956 la fabbrica del padre subì un tracollo economico, che costrinse la giovane, di ritorno da un viaggio premio negli Stati Uniti promosso per giovani di talento da Henry Kissinger, a cercare un impiego stabile, come insegnante di francese in un collegio di Torino. Il contatto con studenti adolescenti le fece vivere una stagione di luminosa felicità che traspare nelle poesie più originali della sua prima produzione poetica, Luna lombarda (1959), poi confluite nel volume complessivo Utilità della memoria (1966).
Negli anni 1955 e 1957 Maria Luisa Spaziani insegnò lingua e letteratura francese presso il liceo scientifico del collegio Facchetti di Treviglio. A tale periodo e a tali luoghi dedicò la poesia Suite per A. con la quale nel 1958 vinse il Premio Lerici (presidente di giuria Enrico Pea).
Nel 1958 dopo dieci anni di fidanzamento, testimone di nozze il poeta Alfonso Gatto, sposò Elémire Zolla, studioso della tradizione mistica ed esoterica. Senza più gli slanci amorosi che caratterizzavano i primi anni, il lungo legame con Zolla s'incrinò quasi subito finendo nel 1960, anno in cui il matrimonio venne sciolto.
Nel 1967 vinse il Premio Riviera dei marmi per il suo Utilità della memoria edito da Mondadori .
La Spaziani venne quindi chiamata ad insegnare all'Università di Messina lingua e letteratura tedesca fino a quando non si liberò, nello stesso ateneo, l'incarico di lingua e letteratura francese; proprio in quegli anni in ambito accademico cura volumi come Pierre de Ronsard fra gli astri della Pléiade (1972) e II teatro francese del Settecento (1974). Fervida e proficua la sua attività di traduttrice dall'inglese, dal tedesco e dal francese: Pierre de Ronsard, Jean Racine, Gustave Flaubert, P.J. Toulet, André Gide, Marguerite Yourcenar, Marceline Desbordes Valmore, Francis Jammes. La statura intellettuale di Maria Luisa Spaziani superò i confini nazionali: nei viaggi in Francia e negli Stati Uniti la poetessa ebbe tra l'altro modo di conoscere personalità di rilievo assoluto del Novecento letterario come Ezra Pound, Thomas Stearns Eliot, Jean-Paul Sartre.
Buona parte del libro di poesie L'occhio del ciclone (1970) fu ispirato dalla sua esperienza vissuta in Sicilia, con i suoi paesaggi e il suo mare, cui fanno seguito raccolte sempre più "diaristiche" e "impure" come Transito con catene (1977) e Geometria del disordine (1981), che si aggiudica il Premio Viareggio per la poesia.
Nel 1979, del lavoro poetico di Maria Luisa Spaziani, autrice ormai affermata, con introduzione di Luigi Baldacci, venne pubblicata un'antologia (una seconda, ampliata sarebbe poi uscita nel 2000, e una terza seguì nel 2011) negli "Oscar" Mondadori. Tenne la presidenza infine nel 1982, dopo esserne stata nel 1978 fondatrice, per onorare la memoria del poeta, del Centro Internazionale Eugenio Montale, ora Universitas Montaliana, e del Premio Montale.
Negli anni '80 fu autrice e/o conduttrice di alcuni programmi per Radio Rai.
Coronamento della storia e del percorso poetico dell'autrice è Giovanna d'Arco (1990), poema in ottave di endecasillabi senza rima che testimonia un lungo interesse dell'autrice per questo personaggio. In quest'opera Maria Luisa Spaziani si proponeva di reinventare in una narrazione popolaresca e fabulosa in versi, attraverso il personaggio di Giovanna d'Arco, i suoi oltre cinquant'anni d'ininterrotta e costante attività letteraria, giornalistica e di ricerca. Il poemetto, in un adattamento per frammenti, ha trovato una trasposizione teatrale poetica e visionaria nella regia di Fabrizio Crisafulli (Jeannette, 2002).
Maria Luisa Spaziani scrisse numerosi articoli, apparsi su riviste e quotidiani, saggi critici e una raccolta di racconti, La freccia (2000). Fu presidente onoraria del Concorso L'anima del bosco, nato nel 2006 e promosso da Magema Edizioni, e presidente onoraria del Premio Internazionale Torino in Sintesi riguardante il genere aforistico.
Nel 2012 fu onorata con la pubblicazione del Meridiano Mondadori dedicato alla sua opera poetica. Per diversi anni aveva fatto parte della giuria del Premio letterario internazionale Giuseppe Tomasi di Lampedusa e del Premio Internazionale Mario Luzi.

### Morte
Morì nella sua abitazione a Roma il 30 giugno 2014, all'età di 91 anni; i funerali vennero celebrati il 2 luglio presso la Basilica di Santa Maria in Montesanto, nota come la Chiesa degli Artisti, a Piazza del Popolo; dopo la cerimonia funebre è stata tumulata nel Cimitero Monumentale del Verano.
Il suo archivio è conservato presso il Centro per gli studi sulla tradizione manoscritta di autori moderni e contemporanei dell’Università di Pavia.

## Opere principali

### Poesia
- Primavera a Parigi, Milano, All'insegna del pesce d'oro, 1954.
- Le acque del sabato, Milano, Arnoldo Mondadori Editore, 1954.
- Luna lombarda, Venezia, N. Pozza, 1959.
- Il gong, Milano, Arnoldo Mondadori Editore, 1962.
- Utilità della memoria, Milano, Arnoldo Mondadori Editore, 1966.
- L'occhio del ciclone, Milano, Arnoldo Mondadori Editore, 1970.
- Ultrasuoni, Samedan, Munt press, 1976.
- Transito con catene, Milano, Arnoldo Mondadori Editore, 1977.
- Poesie, Milano, Arnoldo Mondadori Editore, 1979 - introduzione di Luigi Baldacci.
- Geometria del disordine, Milano, Arnoldo Mondadori Editore, 1981 - Premio Viareggio[7].
- La stella del libero arbitrio, Milano, Arnoldo Mondadori Editore, 1986.
- Giovanna D'Arco, romanzo popolare in sei canti in ottave e un epilogo, Milano, Arnoldo Mondadori Editore, 1990; nuova ed. con testi di Gesualdo Bufalino, Novara, Interlinea, 2011.
- Torri di vedetta, Milano, Crocetti, 1992.
- I fasti dell'ortica, Milano, Arnoldo Mondadori Editore, 1996 Premio Dessì per la poesia[8] Premio Brancati[9].
- La radice del mare, Napoli, Tullio Pironti editore, 1999, Premio Nazionale Rhegium Julii[10].
- La traversata dell'oasi, poesie d'amore 1998-2001, Milano, Arnoldo Mondadori Editore, 2002.
- La luna è già alta, Milano, Arnoldo Mondadori Editore, 2006.
- L'incrocio delle mediane, Genova, San Marco dei Giustiniani, 2008.
- Tutte le poesie, a cura di Paolo Lagazzi e Giancarlo Pontiggia, Milano, Mondadori, 2012.
- Pallottoliere celeste, Milano, Arnoldo Mondadori Editore, 2019 [raccolta di poesie postuma].

### Narrativa
- Donne in poesia, interviste immaginarie a celebri poetesse dell'Ottocento e del Novecento, Venezia, Marsilio, 1992.
- La freccia, raccolta di racconti, Venezia, Marsilio, 2000.
- Montale e la Volpe, scritti autobiografici, Milano, Arnoldo Mondadori Editore, 2011.
- La passione poetica. Un'autobiografia (a cura di Riccardo Bertolotti), La vita felice, Milano 2021 [postumo].

### Saggistica
- Il teatro francese del Seicento, 1960.
- Ronsard fra gli astri della Pleiade, Torino, Eri, 1972.
- Racine e il "Bajazet", Roma, Lo faro, 1973.
- Il teatro francese del Settecento, Roma, Lo faro, 1974.
- Il teatro francese dell'Ottocento, Roma, Lo faro, 1975.
- Il teatro francese del Novecento, Messina, EDAS, 1976.

### Teatro
- Teatro comico e no, Roma, Bulzoni, 1992.
- La vedova Goldoni, 2000.
- La ninfa e il suo re

### Traduzioni
- Jacques Audiberti, Il padrone di Milano, Bompiani.
- Saul Bellow, La vittima, Feltrinelli.
- Alain Bosquet, Il dubbio e la grazia, Città Armoniosa.
- Winston Clewes, Amicizie violente, Mondadori.
- Marceline Desbordes-Valmore, Liriche d'amore, Ignazio Maria Gallino Editore.
- Gustave Flaubert, Madame Bovary, Oscar Mondadori.
- André Gide, Così sia ovvero Il gioco è fatto, SE.
- Johann Wolfgang von Goethe, Götz von Berlichingen, in Teatro, Einaudi.
- Francis Jammes, Clairières dans le ciel, RueBallu Edizioni.
- Sully Prudhomme, Poesie, Fabbri Editori.
- Jean Racine, Britannico - Bajazet - Atalia, Garzanti.
- Leo Spitzer, Marcel Proust e altri saggi di letteratura francese moderna (con P. Citati, C. Gundolf, G. Cusatelli), Einaudi.
- Paul-Jean Toulet, Poesie, Einaudi.
- Michel Tournier, Le meteore, Garzanti.
- Michel Tournier, Il gallo cedrone, Garzanti.
- Michel Tournier, Gaspare, Melchiorre e Baldassarre, Garzanti.
- Marguerite Yourcenar, Novelle orientali, Rizzoli.
- Marguerite Yourcenar, Fuochi, Bompiani (Premio Piombino 1986 per la traduzione).
- Marguerite Yourcenar, Il colpo di grazia, Feltrinelli.
- Marguerite Yourcenar, Alexis o il trattato della lotta vana, Feltrinelli.

### Prefazioni
- A Maria Gabriella Adamo, Giorgio Favaro, Aldo Ferraris, Miro Gabriele, Marco Pedone, Claudio Recalcati, Alfredo Rienzi, 7 Poeti del Premio Montale, All'Insegna del Pesce d'Oro di Vanni Scheiwiller, Milano, 1993.
- A Brunella Bruschi, Alessandro Carrera, Fedrigo Fiorenzo, Paola Goretti, M.G. Greco Calandrone, Carlo Livia, Patrizia Lorenzi, 7 Poeti del Premio Montale, All'Insegna del Pesce d'Oro di Vanni Scheiwiller, Milano, 1994.
- A Antonio Chiaravallotti, Annalisa Comes, Vittorino Curci, Lillo Gullo, Paola Mastrocola, Stefano Staffieri, Franco Trinchero, 7 Poeti del Premio Montale, Crocetti Editore, Milano, 2000, ISBN 88-8306-024-5
- A Antonio Alleva, Anna Buoninsegni, Paolano Ferrantino, Laura Guadagnin, Ilaria Guasco, Lorenzo Leporati, Remo Rapino, 7 Poeti del Premio Montale, Crocetti Editore, Milano, 2001, ISBN 88-8306-044-X

## Onorificenze e riconoscimenti
Cavaliere dell'Ordine delle Palme accademiche (Francia).

Palazzo Farnese (sede dell'ambasciata), Roma 2011.